# 865
| 865                |
| ------------------ |
| Dødsfald - Fødsler |
|                    |

| Gregoriansk kalender | 865 DCCCLXV             |
| Ab urbe condita      | 1618                    |
| Armensk kalender     | 314 ԹՎ ՅԺԴ              |
| Kinesiske kalender   | 3561 – 3562 甲申 – 乙酉 |
| Etiopisk kalender    | 857 – 858               |
| Jødisk kalender      | 4625 – 4626             |
| Hindukalendere       |                         |
| - Vikram Samvat      | 920 – 921               |
| - Shaka Samvat       | 787 – 788               |
| - Kali Yuga          | 3966 – 3967             |
| Iransk kalender      | 243 – 244               |
| Islamisk kalender    | 251 – 252               |

## Født
- Æthelhelm af Wessex, søn af Æthelred af Wessex (død ca. 890)

## Dødsfald
- Ansgar, "Nordens Apostel", fransk munk, som forsøgte at kristne danerne, dør 65 år gammel i Bremen
- Æthelberht af Wessex, konge af Wessex (født 836)